# Palm Island
Ne doit pas être confondu avec Palm Islands.
Palm Island est une petite île de Saint-Vincent-et-les-Grenadines faisant partie de l'archipel des Grenadines. Elle est située à moins de deux kilomètres à l'est de l'île d'Union. 
D'une superficie de 55 hectares (0,55 km2), l'île abrite un petit complexe touristique et une vingtaine de résidences privées. 
Connue autrefois sous le nom de Prune Island, l'île prit son nom actuel lorsque ses anciens propriétaires, John Caldwell ("Johnny Coconuts") et son épouse Mary, plantèrent des centaines de cocotiers, transformant cette île marécageuse et infestée en île couverte de palmiers.

## Photos

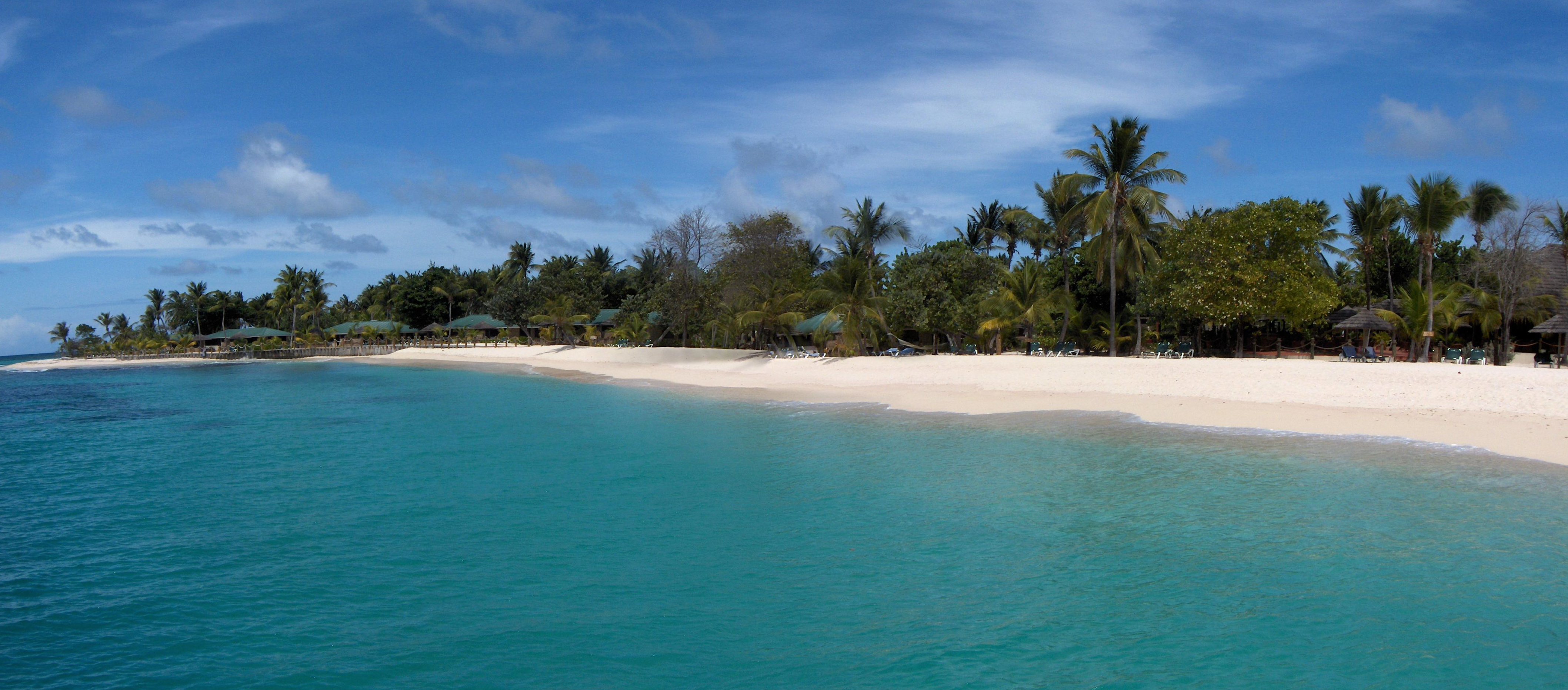
Panorama de Palm Island